# Șipka
Șipka (în bulgară Шипка) este un oraș în comuna Kazanlăk, regiunea Stara Zagora,  Bulgaria. 

## Demografie
Componența etnică a orașului Șipka
     Bulgari (84,58%)
     Nicio identificare (3,59%)
     Altele (11,82%)
La recensământul din 2011, populația orașului Șipka era de 1.336 locuitori. Din punct de vedere etnic, majoritatea locuitorilor (84,58%) erau bulgari. Pentru 3,59% din locuitori nu este cunoscută apartenența etnică.